# Sun Ship (zespół muzyczny)
Sun Ship – polski zespół jazzowy, powstały w styczniu 1978 roku. Zakończył swą działalność w 1981 roku.

## Historia
Sun Ship powstał z inicjatywy Władysława Sendeckiego i Andrzeja Olejniczaka.
Początkowo działał jako kwartet w składzie: W. Sendecki (ex- Extra Ball; fortepian, pianino Rhodesa), A. Olejniczak (ex- Extra Ball; saksofon tenorowy), Witold Szczurek (kontrabas), Marek Stach (ex- Extra Ball; perkusja). Po kilku miesiącach, miejsce Olejniczaka zajął Zbigniew Jaremko (saksofon sopranowy i tenorowy). W dniach 18-20 sierpnia 1978 roku w klubie Akwarium kwartet nagrał płytę koncertową pt. Aquarium Live No. 5 (1978). W czasie trwania festiwalu Jazz Jamboree'78 do grupy dołączył Henryk Miśkiewicz (saksofon sopranowy i altowy). Najbardziej owocnym rokiem dla Sun Shipu okazał się być rok 1979, kiedy to publiczność, jak i krytycy (doroczna nagroda Sekcji Publicystów PSJ za rok 1979) uznali go za jedną z czołowych formacji jazzowych w Polsce. Muzyka kwintetu wyrastała z dwu tradycji – z nurtu klasyki jazzu nowoczesnego i jazzu polskiego, zwłaszcza tej jego linii, którą określała wówczas twórczość Zbigniewa Namysłowskiego. Na bazie tych źródeł, muzycy Sun Ship wypracowali własny, rozpoznawalny styl, w którym na pierwszym planie znajduje się elastyczny sposób kształtowania struktury muzycznej. Należący wówczas do młodszego jazzowego pokolenia Witold Szczurek i Marek Stach stworzyli sekcję rytmiczną, która wnosiła świeży powiew do solowych popisów Sendeckiego, Jaremki i Miśkiewicza, ponieważ ich gra imponowała spontanicznością, dynamizmem i solidnym przygotowaniem warsztatowym. W 1980 roku ukazał się studyjny album kwintetu pt. Follow Us (z serii Polish Jazz Vol. 61), nagrywany od września do listopada 1979 roku. W 1981 roku Sun Ship poszedł w rozsypkę, ponieważ Władysław Sendecki opuścił Polskę z powodów politycznych.

## Dyskografia

### Albumy
- 1978: Aquarium Live No. 5 (LP, PolJazz – Klub Płytowy PSJ – Biały Kruk Czarnego Krążka) – album został wznowiony na płycie kompaktowej[1]
- 1980: Follow Us (LP, Polskie Nagrania „Muza”) – album został wznowiony na płycie kompaktowej[2]